# WolfCop
WolfCop é un film canadese del 2014 diretto da Lowell Dean. Il film ha avuto un seguito dal titolo Another WolfCop del 2017.

## Trama
Il sergente della Polizia Lou Garou, mentre stanno accadendo eventi strani e violenti si trasforma in un lupo mannaro nell'ambito di un piano ampio.